# Alberto Dadie
Alberto Dadie (San Sebastián, 20 de julio de 2002) es un futbolista español que juega en la demarcación de delantero para el C. D. Mirandés de la Segunda División de España.

## Trayectoria
Se formó en las categorías inferiores de la Real Sociedad de Fútbol, jugando con el tercer y el segundo equipo. El debut oficial con el primer equipo vasco llegó el 1 de novimebre de 2023 en Copa del Rey contra el Club Deportivo Buñol. El 13 de enero de 2024 debutó en Primera División contra el Athletic Club tras sustituir a Arsen Zakharyan en el minuto 63.

## Clubes
| Club                        | País   | Año       | Partidos | Goles |
| --------------------------- | ------ | --------- | -------- | ----- |
| Real Sociedad de Fútbol "C" | España | 2020-2022 | 39       | 4     |
| Real Sociedad de Fútbol "B" | España | 2022-2024 | 55       | 3     |
| Real Sociedad de Fútbol     | España | 2023-     | 3        | 0     |
| C. D. Mirandés (cedido)     | España | 2024-act. | 5        | 0     |